# Фудбалска репрезентација Руанде
Фудбалска репрезентација Руанде је фудбалски тим који представља Руанду на међународним такмичењима и под контролом је Фудбалског савеза Руанде. 
Репрезентација Руанде никада није учествовала на Светском првенству, а само једном је учествовала на Афричком купу нација.